# Hussein Abdullah al-Yoha
Hussein Abdullah al-Yoha (* 16. Juni 1978) ist ein ehemaliger kuwaitischer Leichtathlet, der sich auf den Weitsprung spezialisiert hat, aber auch im Dreisprung und im Hürdenlauf an den Start ging.

## Sportliche Laufbahn
Erste internationale Erfahrungen sammelte Hussein Abdullah al-Yoha vermutlich im Jahr 1996, als er bei den Arabischen Juniorenmeisterschaften Latakia in 15,22 s die Silbermedaille im 110-Meter-Hürdenlauf gewann. 2000 belegte er bei den Asienmeisterschaften in Jakarta mit 7,31 m den elften Platz im Weitsprung und gelangte im Dreisprung mit 16,18 m auf Rang sieben. Im Jahr darauf belegte er bei den Westasienspielen in Kuwait mit 7,29 m den sechsten Platz im Weitsprung und 2003  gewann er bei den Arabischen Meisterschaften in Amman mit 15,99 m die Bronzemedaille im Dreisprung hinter dem Katarer Mohamed Abdulaziz Hamdi Awadh und Mohammad Hazzory aus Syrien und belegte im Weitsprung mit 7,68 m den fünften Platz. 2004 belegte er bei den erstmals ausgetragenen Hallenasienmeisterschaften in Teheran mit 7,36 m den fünften Platz im Weitsprung und im Jahr darauf verpasste er bei den Asienmeisterschaften in Incheon mit 7,46 m den Finaleinzug. 2006 wurde er bei den Asienspielen in Doha mit 7,30 m Elfter und im Jahr darauf belegte er bei den Arabischen Meisterschaften in Amman mit 7,26 m den sechsten Platz, ehe er bei den Asienmeisterschaften ebendort mit 7,18 m auf Rang 14 gelangte. Im November belegte er bei den Hallenasienspielen in Macau in 8,12 s den sechsten Platz im 60-Meter-Hürdenlauf und wurde auch im Weitsprung mit 7,05 m Sechster. Kurz darauf belegte er bei den Panarabischen Spielen in Kairo in 14,73 s den vierten Platz im 110-Meter-Hürdenlauf. 2008 schied er bei den Hallenasienmeisterschaften in Doha mit 8,31 s im Vorlauf über 60 m Hürden aus und 2010 belegte er bei den Westasienmeisterschaften in Aleppo mit 14,74 m den sechsten Platz im Dreisprung. 2011 verpasste er bei den Militärweltspielen in Rio de Janeiro mit 6,69 m den Finaleinzug im Weitsprung und beendete daraufhin seine aktive sportliche Karriere im Alter von 33 Jahren.
In den Jahren 2004, 2005 und 2007 wurde al-Yoha kuwaitischer Meister im Weitsprung sowie 2005 auch über 110 m Hürden und 2007 im Dreisprung.

## Persönliche Bestleistungen
- 110 m Hürden: 14,73 s (+1,0 m/s), 22. November 2007 in Kairo
  - 60 m Hürden (Halle): 8,12 s, 31. Oktober 2007 in Macau
- Weitsprung: 7,76 m, 21. März 2006 in Abu Dhabi
  - Weitsprung (Halle): 7,50 m, 8. Februar 2002 in Rascht
- Dreisprung: 15,11 m (+0,6 m/s), 7. September 2002 in Tivoli